# Lepanto (Arkansas)
Lepanto – miasto w Stanach Zjednoczonych, w stanie Arkansas, w hrabstwie Poinsett.